# Jochen Althoff
Jochen Althoff (* 20. Februar 1962 in Bad Oeynhausen) ist ein deutscher Altphilologe.

## Leben
Althoff besuchte von 1972 bis 1981 das Immanuel-Kant-Gymnasium seiner Heimatstadt. Das Graecum erwarb er in einer freiwilligen Zusatzprüfung zum Abitur. Ab dem Sommersemester 1982 studierte er an der Universität Freiburg die Fächer Latein, Griechisch und Philosophie auf Lehramt. Im Frühjahr 1984 wurde er wissenschaftliche Hilfskraft am Freiburger Seminar für Klassische Philologie. Von September bis Dezember 1985 studierte er an der University of Pittsburgh. 1986 kehrte er nach Freiburg zurück, wo er am 29. Mai 1987 das Erste Staatsexamen in den Fächern Latein und Griechisch bestand. Anschließend betreute er als wissenschaftlicher Mitarbeiter halbamtlich die Latinumskurse und war halbamtlich persönlicher Mitarbeiter von Wolfgang Kullmann. Am 8. Dezember 1989 wurde er mit der Dissertation „Warm, kalt, flüssig und fest bei Aristoteles. Die Elementarqualitäten in den zoologischen Schriften“ mit dem Prädikat „summa cum laude“ promoviert.
Von 1990 bis 1991 erhielt er ein Habilitationsstipendium der Fritz-Thyssen-Stiftung Essen. 1991 wurde er zum wissenschaftlichen Assistenten am griechischen Lehrstuhl bei Wolfgang Kullmann ernannt. Am 11. Dezember 1995 habilitierte sich Althoff mit der Schrift „Studien zu den Anfängen der wissenschaftlichen Literatur bei den Griechen“. Im Sommersemester 1996 vertrat er den Lehrstuhl des emeritierten Kullmann, im Wintersemester 1996/97 den griechischen Lehrstuhl der Universität Mainz, im Sommersemester 1997 den griechischen Lehrstuhl der Universität Regensburg, im Wintersemester 1997/98 den lateinischen Lehrstuhl der Universität Trier, im Sommersemester 1998 erneut den griechischen Lehrstuhl in Mainz. Am 10. September 1998 wurde er in Mainz zum ordentlichen Professor für Klassische Philologie/Gräzistik ernannt.
Seit 1999 ist Althoff in der Nachfolge Klaus Dörings Mitherausgeber der Reihe Antike Naturwissenschaft und ihre Rezeption (AKAN).